# Gebissbedingte Schmerzen beim Pferd

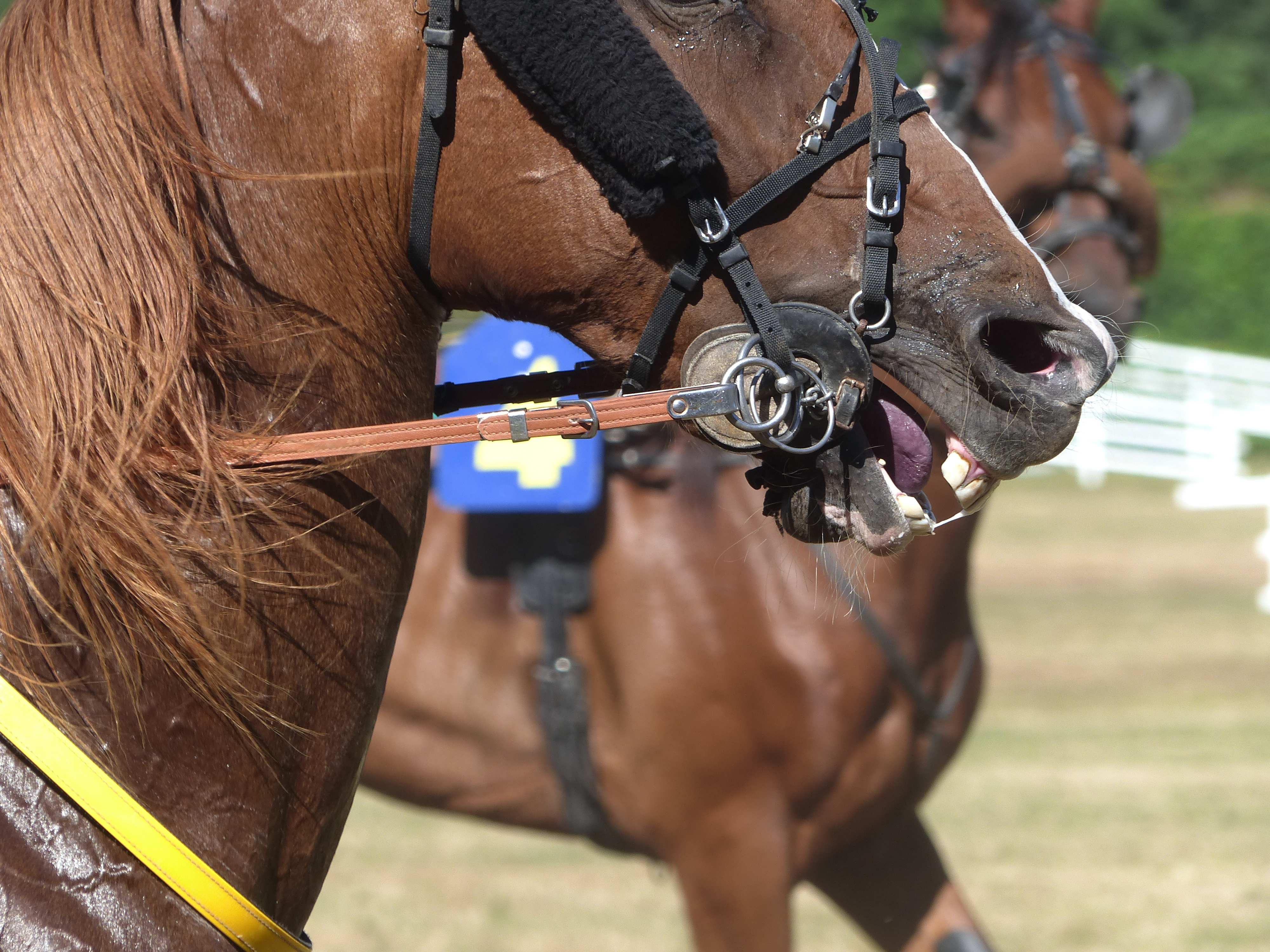
Französische Traberstute mit Anzeichen von Venenkompression auf der Zunge, verursacht durch den Druck der Zügel, die mit den beiden Gebissen im Maul verbunden sind

Unter gebissbedingten Schmerzen beim Pferd versteht man die verschiedenen schmerzhaften Empfindungen unterschiedlicher Intensität und Dauer, die bei Pferden durch die Verwendung eines Gebisses wie zum Beispiel einer Trense während des Reitens oder anderer Aktivitäten durch eine schlechte Anpassung der Ausrüstung an ihre Morphologie oder durch übermäßigen Druck auftreten können. Diese Schmerzen sind häufig mit oralen Läsionen verbunden, insbesondere in den Mundwinkeln, Zahnzwischenräumen, Prämolaren und der Zunge. Die Läsionen sind selten von außen sichtbar, z. B. durch Blutungen, und werden kaum beachtet. Schmerzen und Läsionen werden von Furcht und Ängstlichkeit beim Tier begleitet. Sie können bei allen Pferden auftreten, die ein Gebiss tragen, das vom Menschen mit Zügeln manipuliert wird, unabhängig davon, ob sie geritten oder gefahren werden, insbesondere, wenn die Zügel stark angezogen sind.
Das Leiden des Tiers durch das Gebiss wird sowohl von Reit- als auch von Fahrsportlern oft ignoriert, nicht zuletzt aufgrund der Gewöhnung an die Verhaltenssignale von oralen Schmerzen bei Pferden, die fälschlicherweise als normal angesehen werden. Dieses Phänomen wird als Gebissblindheit bezeichnet. Forscher und Tierärzte, die sich mit diesem Thema befassen, empfehlen regelmäßige Kontrollen, um sicherzustellen, dass keine schwerwiegenden Verletzungen im Pferdemaul oder an den Lippenwinkeln vorliegen.

## Allgemeines

### Schmerzbewältigung bei Pferden

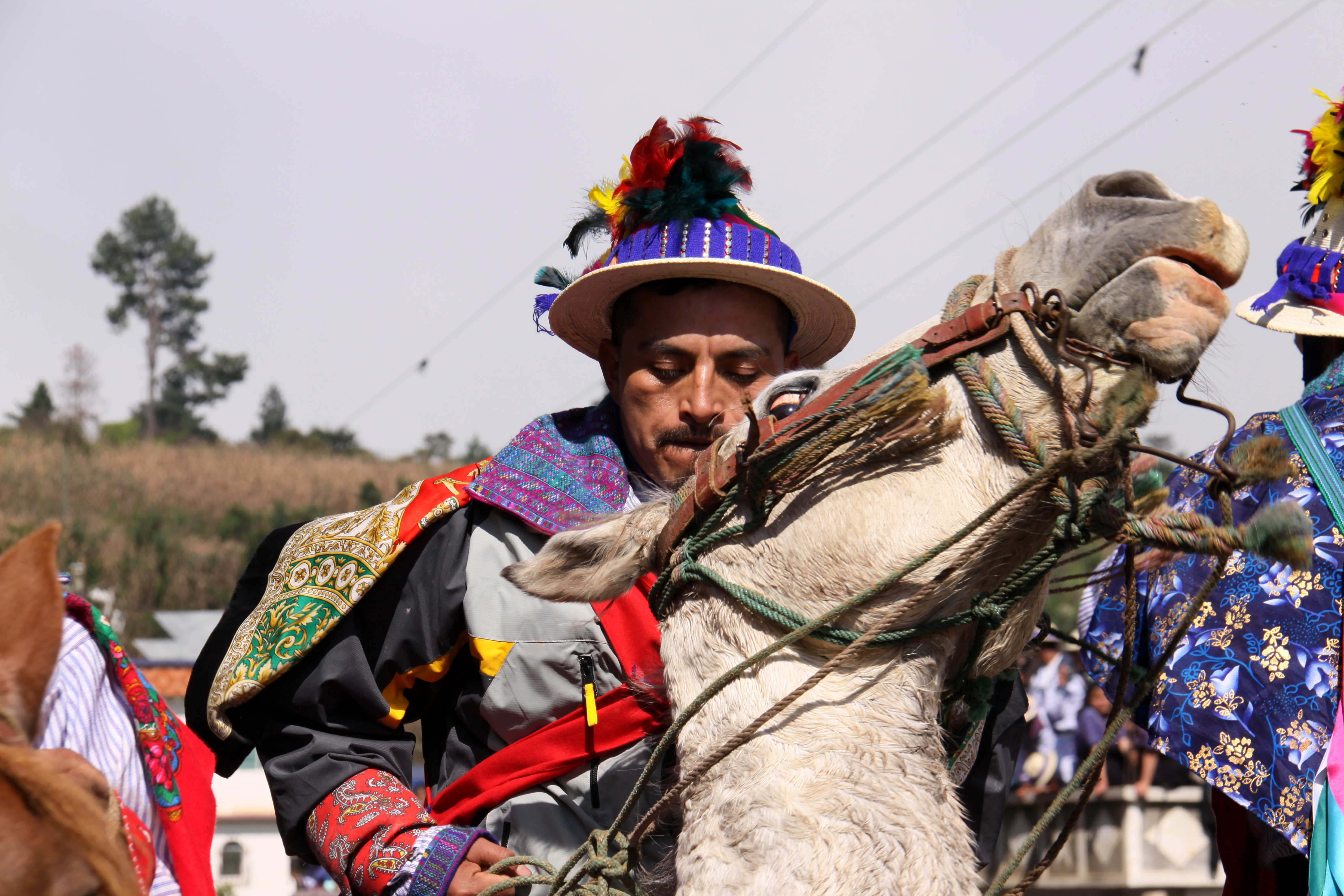
Guatemaltekisches Pferd mit Stauchung des Unterkiefers, verursacht durch die Hände des Reiters an den Zügeln, die mit dem Kettengebiss verbunden sind

Wie alle Säugetiere hat das Pferd ein bewusstes Schmerzempfinden, das es zugunsten des Wohlbefindens zu vermeiden sucht. Schmerzempfinden wird durch einen schädlichen Reiz ausgelöst. Der Schmerz wirkt dann als Warnsystem, um Gewebeschäden zu minimieren. Da Pferde Fluchttiere sind, besteht ihre Reaktion auf Schmerzreize in der Regel darin, vor der Schmerzquelle zu fliehen. Dieser Schmerz löst damit verbundene Furcht und Ängstlichkeit aus.

### Nutzung des Gebisses
Beim Reiten und Fahren trägt das Pferd oft ein Gebiss im Maul, das mit Zügeln verbunden ist. Das Gebiss ist oft invasiv für das Tier. Die Einstellung des Gebisses und die von den Zügeln ausgeübten Kräfte spielen eine entscheidende Rolle für die Mundgesundheit und den Komfort der gerittenen oder gefahrenen Pferde. Das Trensengebiss liegt auf dem Maulwinkel auf. Das Gaumen- oder Zungengebiss wirkt auf den Gaumen, die obere Wand des Mauls. Die Gebissringe berühren jeweils die Maulwinkel. Der Schaft des Gebisses schließlich ruht immer auf einem Zahnzwischenraum zwischen den Schneidezähnen und Backenzähnen, der aus Kieferknochen besteht, die von einer Schleimhaut, der „Laden“, bedeckt sind. Das Gebiss liegt auf der Pferdezunge auf. Laut Guillaume Henry verursacht ein modernes Gebiss bei korrektem Sitz (ohne übermäßiges Anziehen eines Nasenriemens oder einer Kette) und bei Inaktivität keine besonderen Schmerzen, wobei jeglicher Schmerz durch die Einwirkung der Reiterhände auf die mit dem Gebiss verbundenen Zügel verursacht wird. Das Gebiss gehört seit Jahrtausenden zur Standardausrüstung des Pferdes und gilt allgemein als unverzichtbar und ethisch gerechtfertigt.

### Probleme, die durch Gebisse verursacht sind

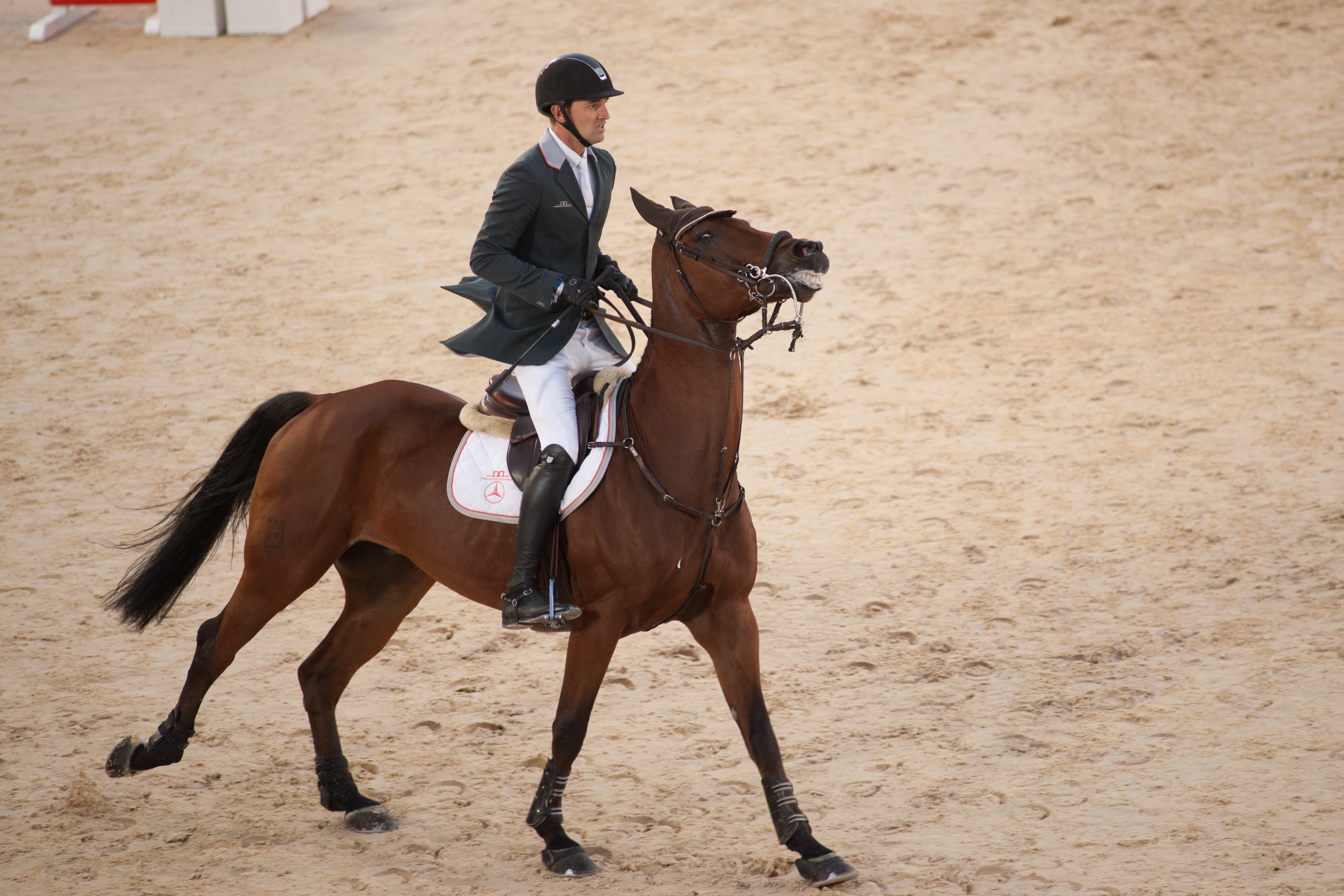
Trense mit langem Hebel, welches im Springreiten verwendet wird

Durch das Gebiss verursachte Schmerzen beeinflussen nicht nur das Wohlergehen des Pferdes, sondern seine sportlichen Leistungen, da selbst geringes Unbehagen dazu führen kann, dass sich das Tier eher auf seine Schmerzen als auf seine Leistung konzentriert. In einigen Regionen der Welt werden noch immer äußerst schmerzhafte Gebisse genutzt, z. B. mit Stacheln und zentralen Gelenkbrücken, die den Gaumen durchbohren können. In Deutschland gehören diese der Vergangenheit an. Einige moderne Gebisse werden mit mehr Läsionen in Verbindung gebracht: langschenklige Trensengebisse bei Islandpferden, Crescendo-Gebisse, gerade, nicht gelenkige Mullengebisse und gerade Kunststoffgebisse bei Trabern.
Gebisse werden zwar schon seit der Bronzezeit verwendet, aber die Schmerzen und Verletzungen, die sie verursachen können, wurden erst in jüngster Zeit wissenschaftlich untersucht, insbesondere in den späten 2010er-Jahren. Noch im Jahr 2005 gab es keine Daten darüber, wie sich Pferde bei schmerzhaften Erfahrungen mit ihrem Gebiss verhalten. Da die Unterschiede zwischen den von den Autoren der Veröffentlichungen verwendeten Bewertungsskalen einen Vergleich der Ergebnisse erschwerten, entwickelten die Tierärztin Kati Tuomola (Universität von Helsinki) und ihre Kollegen 2019 eine Skala zur Messung von Läsionen, um die Erstellung von Statistiken in nachfolgenden Studien zu erleichtern.

## Schmerzareale

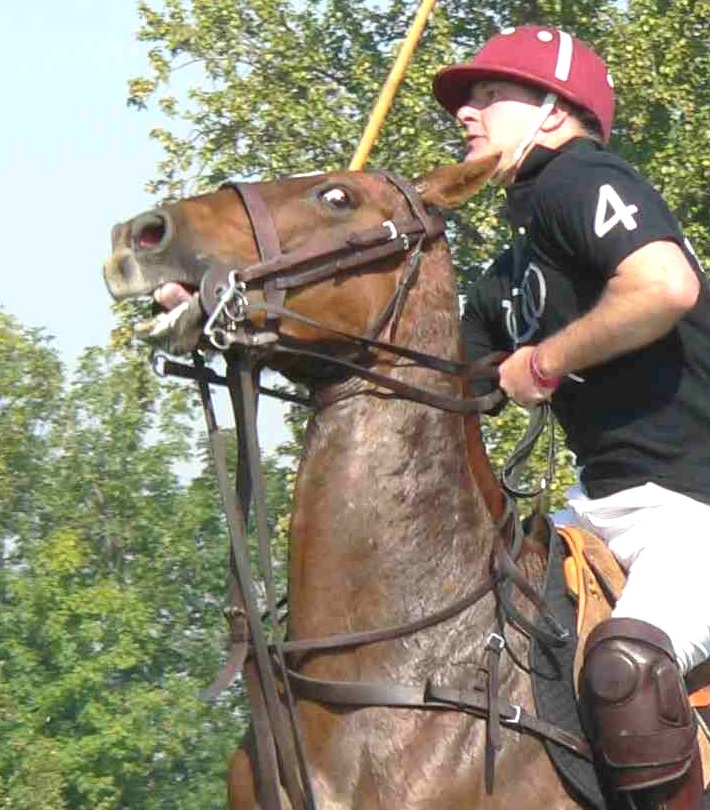
Polopferd mit körperlichen Anzeichen von Schmerzen im Maul (Augen nach hinten gerollt, Ohren zurückgelegt, Maul geöffnet und Zunge sichtbar)

Das gesamte Maul eines Pferdes ist schmerzempfindlich. Das Tragen des Gebisses stimuliert zahlreiche sensorische Rezeptoren, insbesondere im Zahnzwischenraum, auf der Zunge, den Lippenwinkeln und der Wangenschleimhaut. Der Interdentalraum (die Laden) ist besonders empfindlich. Das Gebiss stimuliert Nozizeptoren, die durch den Nervus trigeminus in Lippen, Zunge, Zähnen und Knochen vermittelt werden. Das Zahnfleisch ist die Knochenhaut (Periost), der empfindlichste Teil des Knochens. Die Mundschleimhaut des Pferdes besteht aus geschichtetem Plattenepithel (Schleimhautepithel) und darunter liegendem Bindegewebe, der so genannten Lamina propria. Diese Mundschleimhaut ist von einem dichten Nervengeflecht durchzogen, um alle Substanzen zu überwachen, die in das Maul des Pferdes, den Eingang zum Verdauungstrakt, gelangen.
Cook und Kibler vergleichen das Leiden des Pferdes mit dem, das entsteht, wenn der Schaft eines Bleistifts auf das Zahnfleisch eines Menschen drückt. Auch das Einklemmen des Zungenrandes zwischen Gebiss und Knochen ist schmerzhaft, ebenso wie das Dehnen der Lippen in Längsrichtung auf das Doppelte ihrer normalen Länge unter der zurückziehenden Wirkung des Gebisses.
Schmerzen im Mund, die durch Beißen verursacht werden, entstehen durch Kompression, Rissbildung oder Dehnung des Gewebes, Entzündungen und Durchblutungsstörungen. Die wiederholte Reibung oder der Aufprall des Gebisses kann Prellungen, Schnitte, Risse und Geschwüre im Pferdemaul verursachen. Schwellungen und blutende Leisten können dazu führen, dass das Pferd versucht, seine Zunge über das Gebiss zu schieben. Plötzlicher Zug an den Zügeln verursacht beim Tier immer starke Schmerzen. Besonders schmerzhaft ist es, wenn das Gebiss auf den Molaren aufliegt, ohne Unterstützung durch die Mundwinkel oder die Zunge.
Cook und Kibler verglichen das Verhalten von 66 Pferden mit und ohne Gebiss anhand eines Fragebogens, der an Reiter verschickt wurde, die von einer Gebisszäumung zu einer gebisslosen Zäumung gewechselt hatten. Sie stellten bei 65 der 66 gebisslosen Pferde eine Verringerung der Schmerzsignale fest, und zwar um durchschnittlich 87 %. Die Ergebnisse dieser Studie sind jedoch durch eine Stichprobenverzerrung limitiert.

## Läsionen

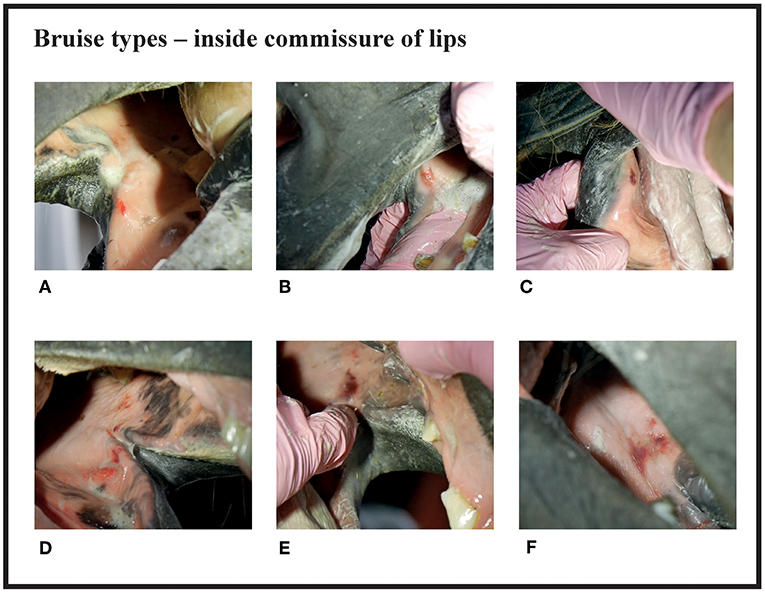
Verschiedene Arten von Läsionen in den Mundwinkeln eines Finnpferdes nach einem Rennen

Nach Angaben verschiedener Autoren wissenschaftlicher Veröffentlichungen sind durch das Tragen von Gebissen verursachte orale Läsionen „häufig“.
Im Jahr 2008 untersuchten Tell und Kollegen schwedische Pferde, die mit einem Gebiss geritten wurden, und kamen zu dem Schluss, dass Geschwüre in der Nähe der ersten und zweiten Prämolaren und der Maulwinkel durch das Gebiss und das Zaumzeug verursacht werden, ohne dass dies durch die Routine des Zahnwechsels beeinflusst wird. Odelros und Wattle untersuchten 2018 die Mäuler von 144 Standardbred-Trabern im Jahr 2018 und stellten fest, dass 88 % Läsionen im Maul hatten.
Uldahl und Clayton untersuchten die äußeren Mundwinkel dänischer Vielseitigkeitspferde nach einem Wettbewerb im Jahr 2019, wobei das Maulinnere nicht untersucht wurde: Sechs (7,5 %) von 80 Pferden und eines (3 %) von 33 Ponys wiesen äußere Läsionen auf. Die Studie von Tuomola und Kollegen, die in Finnland nach einem Rennen (2019) an 261 Trabrennpferden durchgeführt wurde, zeigte, dass 84 % dieser Pferde Läsionen im Gebissbereich aufwiesen, von denen 21 % leichte, 43 % mittelschwere und 20 % schwere Läsionen nach der von diesen Autoren vorgeschlagenen Bewertungsskala waren. Im Gebissbereich wiesen 70 % der Pferde Prellungen und 40 % Wunden auf. Etwa 2 % der Pferde wiesen am Ende des Rennens sichtbare Blutungen im Maul auf, und 5 % der untersuchten Gebisse zeigten Blut, wenn sie entfernt wurden. Die Autoren kommen auch zu dem Schluss, dass das Fehlen von Blut außerhalb des Mundes das Vorhandensein von schweren Verletzungen im Inneren nicht ausschließt. Bei Pferderennen werden häufig Verletzungen beobachtet, unabhängig davon, ob sie bereits vorhanden sind, erworben oder durch die Rennen verschlimmert wurden, was wahrscheinlich auf die Art dieser Wettbewerbe zurückzuführen ist: Gezäumte Pferde werden ausschließlich mit Zügeln und Gebissen kontrolliert, wobei über diese Zügel eine große potentielle Spannung ausgeübt wird.
Eine Studie, die das finnische Team an Pferden und Ponys nach einer Geländeritt-Veranstaltung im Jahr 2021 durchgeführt hat, kam zu dem Schluss, dass Verletzungen bei Warmblütern häufiger zu beobachten sind als bei Ponys. Stuten haben außerdem ein größeres Risiko von Läsionen als Wallache. Von allen Pferden wiesen 52 % (109/208) akute orale Läsionen im Gebissbereich auf, leicht bei 22 % (45/208), mittelschwer bei 26 % (55/208) und schwer bei 4 % (9/208). Außerhalb des Mundes wurden keine Blutungen beobachtet, nur ein Pferd blutete im Inneren.

### Verletzungen des Mundwinkels

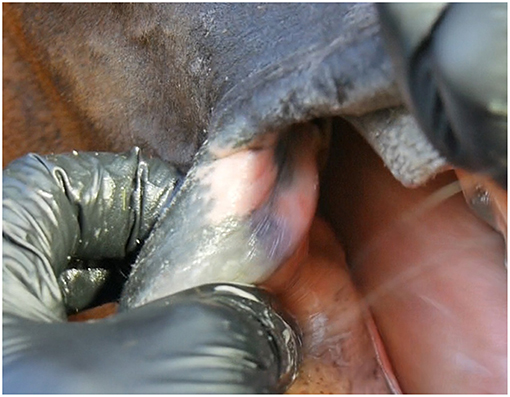
Depigmentierung der Mundwinkel eines Pferdes an der Kontaktstelle mit der Trense

Ein Vergleich von gebisslos gegenüber mit Trense gerittenen Pferden zeigt, dass Läsionen an den Maulwinkeln nur bei Pferden auftreten, die regelmäßig ein Gebiss tragen. Die vergleichende Studie von Mata et al. zwischen Poloponys und Rennpferden kommt zu dem Schluss, dass Rennpferde mit einem Trensengebiss eine signifikant höhere Prävalenz von Kommissurläsionen und eine höhere Rate von Ulzerationen aufweisen als Poloponys mit einem Trensengebiss.
Der regelmäßige Kontakt mit dem Gebiss an der Kommissur der äußeren Lippen führt zu einer mehr oder weniger ausgeprägten Depigmentierung, die durch anhaltenden Druck oder frühere Entzündungen entstehen kann, die die Melanozytenfunktion hemmen. Eine solche Depigmentierung ist daher charakteristisch für alte, wiederholte Läsionen. Sie sind bei Vielseitigkeitspferden häufiger zu beobachten als bei Trabern.

### Verletzungen des Unterkiefers
Etwa 26 % der von Tuomola et al. im Jahr 2019 untersuchten Traber wiesen Verletzungen an den Unterkieferleisten auf, verglichen mit 31 % der von Björnsdóttir et al. im Jahr 2012 untersuchten isländischen Pferde.
Das Gebiss verursacht Schläge auf hochgradig innervierte und daher sehr empfindliche Zähne. Erstens gegen die Schneidezähne, wenn das Gebiss eingeführt und herausgenommen wird. […] Das Einführen des Gebisses ist unmittelbar mit Schmerz oder Schmerzempfindung verbunden. […] Das Gebiss trifft auf die Wolfszähne. Es handelt sich um kleine Zähne, die ersten Prämolaren, die vor den zweiten großen Prämolaren im Oberkiefer und den Stangen im Unterkiefer stehen. […] Wenn sie mit dem Gebiss in Berührung kommen, werden diese Zähne durch das tägliche Klopfen überempfindlich und verursachen Läsionen.
Diese Läsionen befinden sich in der Regel in der Nähe der Oberkieferzähne; die Läsionen im Bereich der unteren zweiten Prämolaren gelten als schwer zu erkennen. Periostitis (Bildung von Knochenspornen) bildet sich häufig im Gebiss von Hauspferden, mit Erosion von Zahnschmelz und Dentin, während diese Läsionen bei Wildpferden, die nie ein Gebiss getragen haben, nicht vorkommen.
Einige wenige Mundverletzungen können auf scharfen Zahnschmelz zurückzuführen sein, die meisten jedoch auf den Gebrauch des Gebisses und der Reitausrüstung, wobei die Zügel, die mit dem Gebiss verbunden sind, die Schleimhäute mit erhöhtem Druck über die Zähne des Pferdes gleiten lassen. Mittelgroße gebrochene Gebisse sind mit einem geringeren Risiko von Unterkieferverletzungen verbunden als nicht gelenkige Gebisse. Es ist möglich, dass ein zu festes Anziehen des Nasenriemens oder anderer Ausrüstungsgegenstände bei Trabern die Schleimhäute gegen die Zähne drücken und zu Kieferverletzungen beitragen kann. Die Verengung des Nasenriemens geht mit Läsionen des äußeren Mundwinkels einher.

### Verletzungen der Zunge

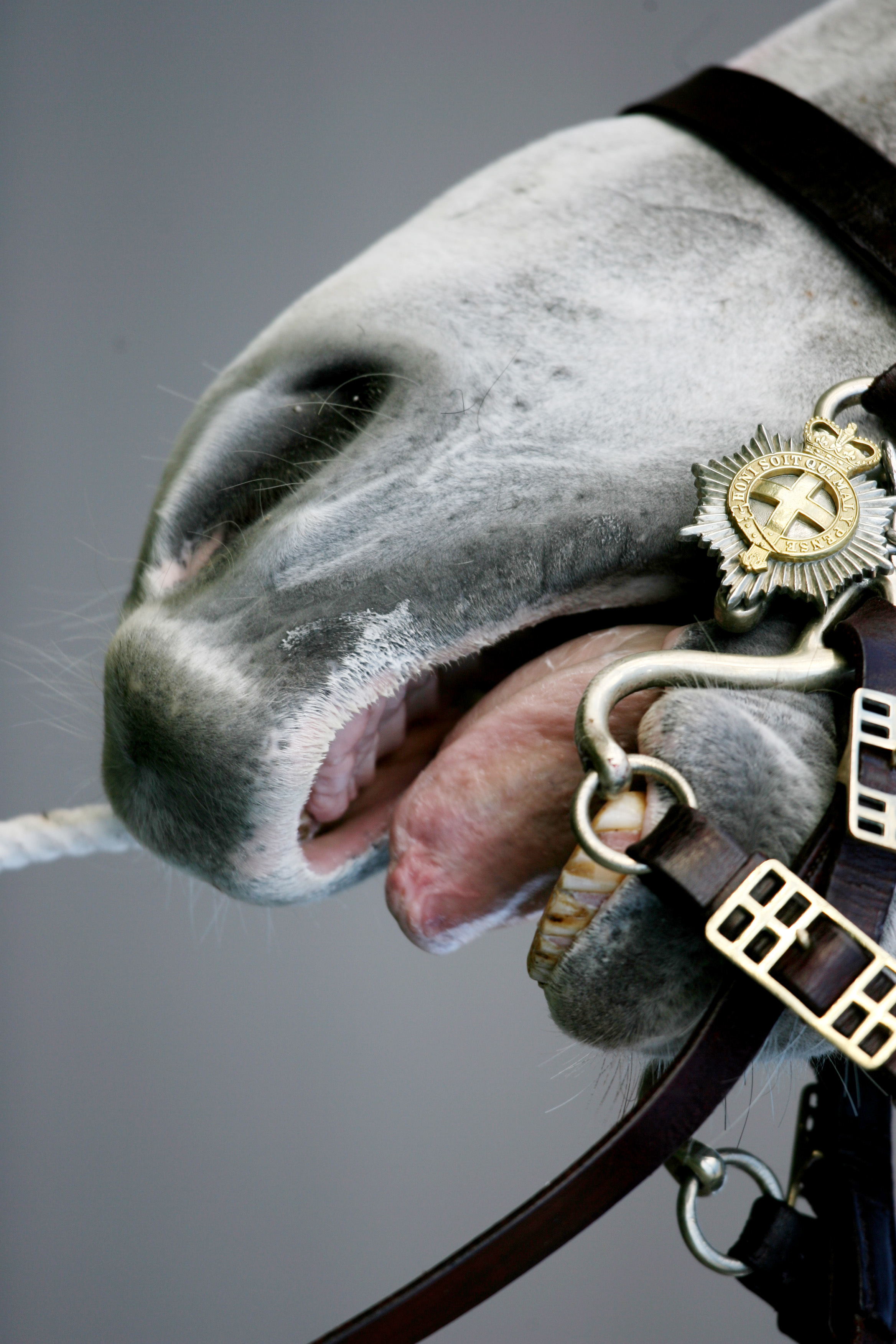
Paradepferd mit Kandarengebiss, dessen Zunge eine normale Farbe aufweist

Die Pferdezunge ist sehr empfindlich und daher anfällig für Verletzungen. Die Hauptursache für Zungenverletzungen bei Pferden ist das Gebiss.

#### Beeinträchtigung der Gefäßfunktion
Wenn die Durchblutung der Zunge eines Pferdes durch das Zaumzeug beeinträchtigt wird, verändert die Zunge ihre Farbe.
Jacques Laurent identifiziert drei mögliche Formen von Veränderungen der Blutversorgung in der Pferdezunge:
- die arterielle Kompression allein, die eine weiße Farbe der Zunge verursacht;
- Venenkompression, bei der die Zunge sich blau färbt und anschwillt; und
- eine Mischform, welche am häufigsten vorkommt.[20]

Jacques Laurent ist der Ansicht, dass eine beeinträchtigte Blutversorgung der Pferdezunge im Laufe der Zeit zu einer lingualen Muskelathrophie und einer beeinträchtigten epikritischen und Tiefensensibilität führt.
Der schwedische Dressurreiter Patrik Kittel ist umstritten, weil er wiederholt ein Pferd geritten hat, dessen Zunge blau angelaufen war: Akeem Foldager im Jahr 2014 und Watermill Scandic in 2009 (ein Skandal, für den er von der FEI freigesprochen wurde), dann noch einmal im Jahr 2014.

#### Läsionen der Zunge
Von den 261 Trabern, die Tuomola und Kollegen 2019 untersuchten, hatten neun Pferde Zungenläsionen, vier hatten sich während des Rennens auf die Zunge gebissen (1,5 %), drei hatten Prellungen unter der Zunge (1,1 %) und zwei hatten blaue Flecken an den Seiten der Zunge (0,8 %). Es ist jedoch unklar, ob diese lingualen Läsionen immer durch das Gebiss verursacht werden.
Wenn bei einem Pferd orale Blutungen sichtbar sind, wird oft angenommen, dass dies auf das Zungenbeißen des Pferdes zurückzuführen ist. Diese Erklärung stimmt jedoch nicht mit den Ergebnissen der Studie überein, da nur eines der vier zungenbeißenden Pferde blutete. Die Erklärung für orale Blutungen ist eher in anderen vorbestehenden Läsionen während des Trabrennens zu suchen.

### Heilung
Grundsätzlich fördern die reichliche Blutversorgung und das feuchte Milieu im Pferdemaul die Wundheilung. Die Zeit, die benötigt wird, um alle Epithelzellen zu ersetzen, wird auf 52–75 Tage für die Haut, 41–57 Tage für das Zahnfleisch und 25 Tage für die Mundschleimhaut geschätzt.
Das Fortbestehen einer Entzündungsreaktion verzögert jedoch die Heilung oraler Läsionen, ebenso wie das Vorhandensein von Fremdkörpern in der Wunde, die eine intensive Entzündungsreaktion hervorrufen, die die normale Heilung beeinträchtigt. Für Tuomola et al. kann ein Gebiss mit einem Fremdkörper im Mund verglichen werden, der die Wundheilung verhindern kann.

## Verhaltensbedingte Schmerzsignale

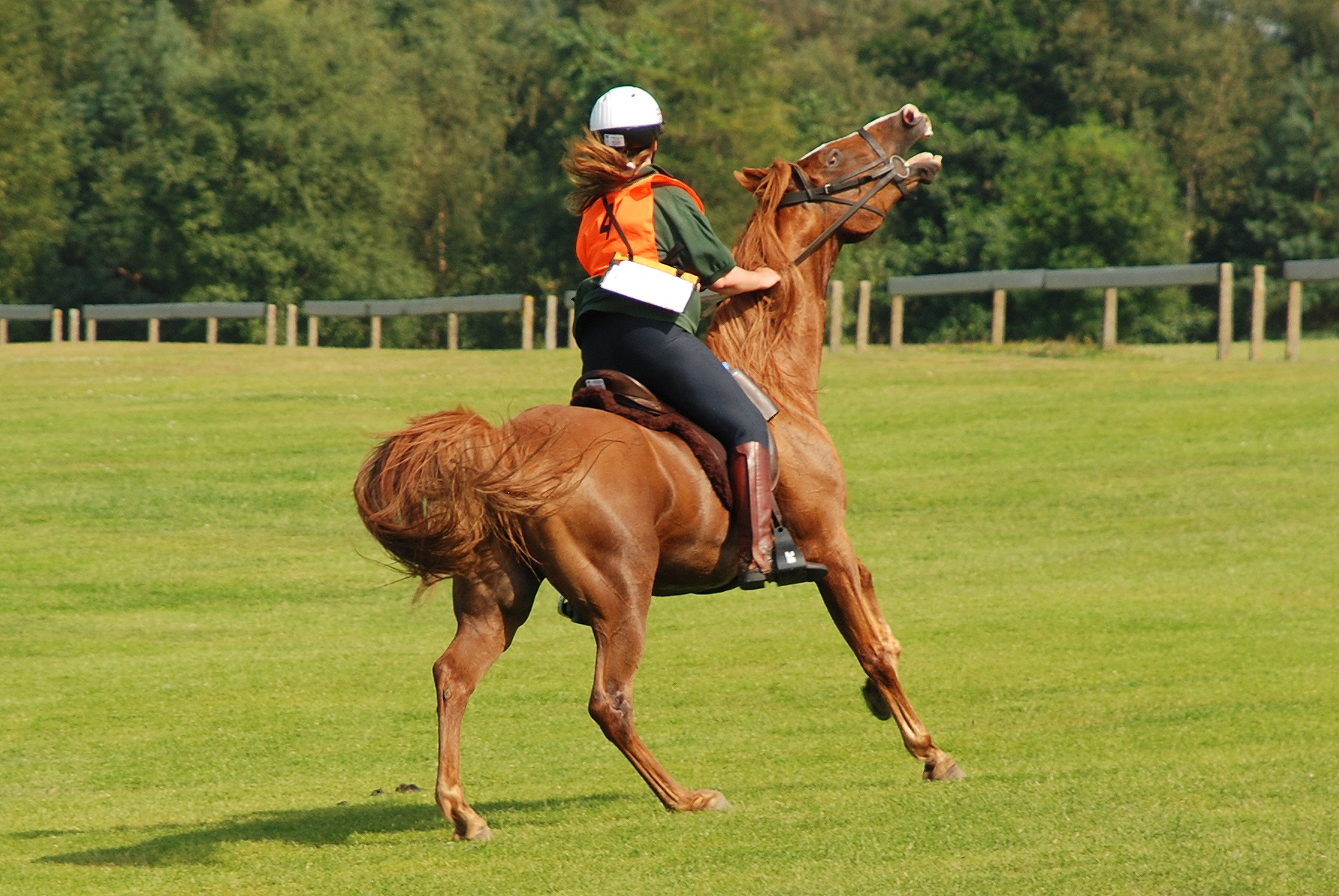
Körperliche Anzeichen für Schmerzen im Maul: Öffnen des Mauls, Anheben des Kopfes (aufstoßen), Augen nach hinten und zur Hand des Reiters gerollt, geweitete Nüstern, Schweifschlagen

Bei Schmerzen im Mund sendet das Pferd Verhaltenssignale aus. Gebissbedingte Schmerzsignale überschneiden sich mit denen, die bei Pferden beobachtet werden, die im Konflikt mit ihrem Reiter geritten werden, was darauf hindeutet, dass gebissbedingte orale Schmerzen eine wichtige Ursache sind. Andererseits erschweren starke orale Schmerzen die tierärztliche Untersuchung der betroffenen Pferde, da sie Berührungen im Maul stark vermeiden können.
Laut David Mellor und Ngaio Beausoleil „zeigen die meisten Pferde deutliche Anzeichen einer Abneigung gegen ein Gebiss im Maul, die von leichter Irritation bis zu starken Schmerzen reichen“. Zu diesen Signalen gehören der Widerstand des Pferdes, sich zäumen zu lassen und das Gebiss zu akzeptieren, das Öffnen des Mauls, Zähneknirschen, sehr starker Speichelfluss und Zungenbewegungen. Die Kopf- und Halshaltung (Bewegungen, um dem Gebiss zu entkommen), ein charakteristischer Gesichtsausdruck (zurückgerollte Augen, geweitete Nüstern), Bewegungen (Schwanzschlagen) und ein „unruhiger“ Gang des gesamten Körpers helfen ebenfalls dabei, diese zu erkennen. Dieser Nachweis der Abneigung ist deutlich sichtbar, wenn man ihn mit dem Fehlen dieser Verhaltensweisen bei Wildpferden und Hauspferden vergleicht, die ohne Gebiss oder Zaumzeug geritten werden.
Es gibt auch sexistische Überzeugungen und Stereotypen im Zusammenhang mit Stuten, die diese Art von Verhalten ihrem Geschlecht zuschreiben, was das Wohlbefinden der Stute beeinträchtigen kann, wenn ihr Verhalten ausschließlich nach diesen Überzeugungen interpretiert oder ignoriert wird.
Wenn ein Pferd regelmäßig Schmerzen im Maul durch die Trense hat, wird es wahrscheinlich diesen Schmerz antizipieren, indem es Ängstlichkeit oder sogar Furcht zeigt, vor allem, wenn er sehr stark ist. Mellor stellt Atemnot als Folge von gebissbedingten Mundschmerzen fest, insbesondere während Dressureinheiten.

## Menschliche Wahrnehmung und Schmerzkontrolle

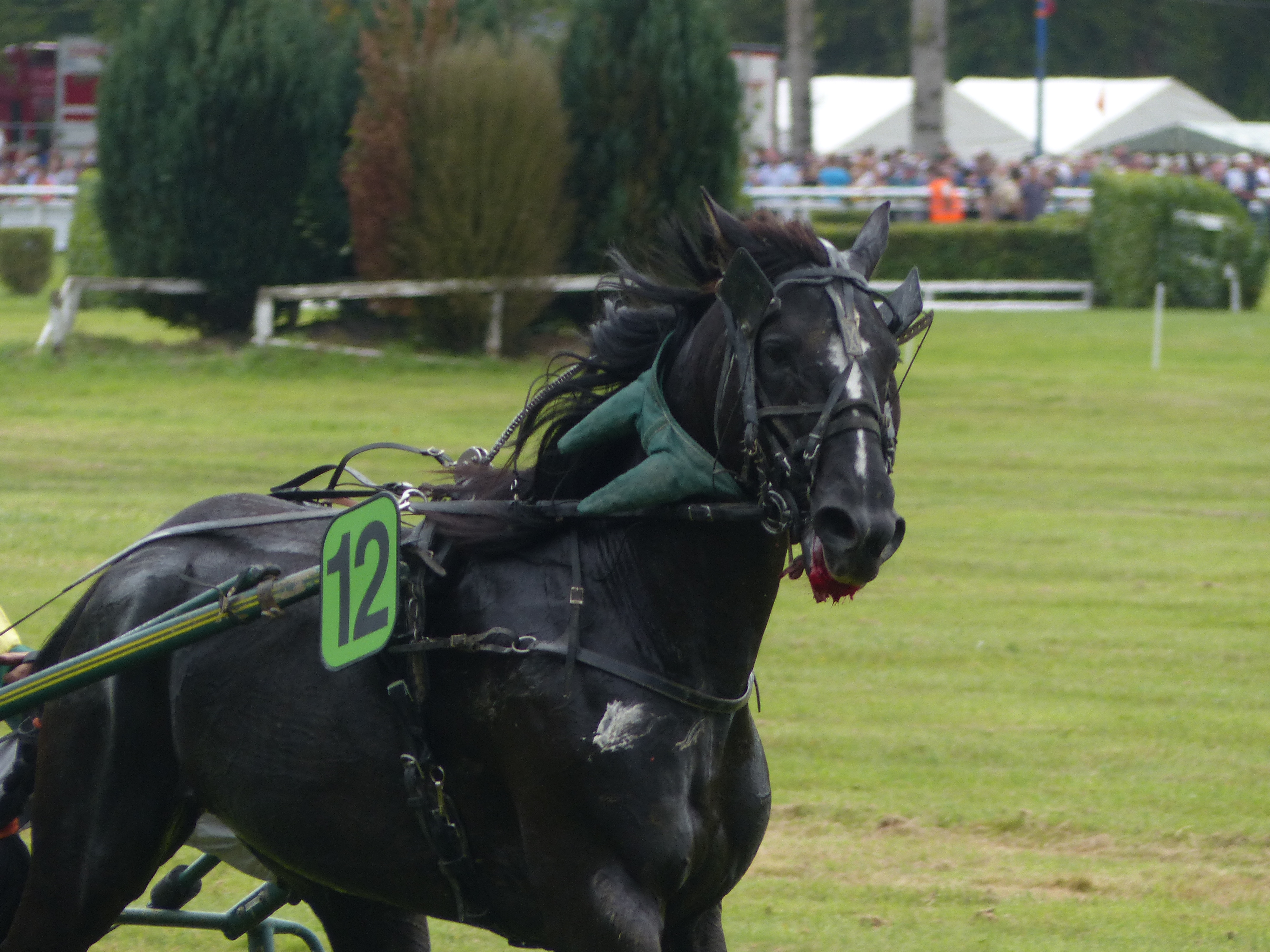
Blutendes Maul eines Französischen Trabers während eines Pferderennens an der Saint-Jean-des-Prés Rennbahn im Jahr 2017

Viele Reiter glauben fälschlicherweise, dass Pferde nicht unter gebissbedingten Maulschmerzen leiden können. Viele Tierärzte halten es für wahrscheinlich, dass die Schmerzsignale von Pferden von den meisten Menschen nicht erkannt werden, weil sie häufig beobachtet und daher als normal angesehen werden – ein Phänomen, das als Gebissblindheit bekannt ist. Tuomola et al. stellen fest, dass die Trainer von Rennpferden überrascht waren, als sie erfuhren, dass ihre Tiere schwere Läsionen aufwiesen.
Tuomola und Kollegen empfehlen eine systematische Kontrolle des Gebissbereichs bei Pferden durch Reiter und Turnierveranstalter. In ihrer 2019 durchgeführten Studie an Trabern stellen die Forscher fest, dass von den 20 % der Pferde (51/261) mit schweren Läsionen (Pferde mit entweder mehreren Läsionen oder großen, tiefen Läsionen, die wahrscheinlich erhebliche Schmerzen verursachen und nur langsam heilen) 65 % (33/51) innerhalb von zwei Wochen nach der Studie wieder an Wettkämpfen teilnahmen, 13 innerhalb einer Woche und zwei am nächsten Tag. Die Läsionen hatten höchstwahrscheinlich keine Zeit, vor dem nächsten Rennen zu heilen.
Das Team ist der Ansicht, dass es von entscheidender Bedeutung ist, „diese negativen Erfahrungen zu minimieren, indem man Verletzungen vorbeugt oder zumindest rechtzeitig diagnostiziert und behandelt und für Bedingungen sorgt, die Leiden vermeiden“, indem man sorgfältig abwägt, wann das Pferd als wettkampftauglich angesehen werden kann. Nach den finnischen Leitlinien für Pferderennen müssen amtliche Rennbahntierärzte die Pferde nach einem Rennen untersuchen, allerdings nur bei Blutungen aus dem Maul.